# Angelo Pozzi
Angelo Pozzi (* 12. August 1932 in Wattwil) ist ein Schweizer Bauingenieur. Er war von 1971 bis 1990 ordentlicher Professor für Bauplanung und Baubetrieb an der ETH Zürich und von 1985 bis 1993 Verwaltungsratspräsident der Motor-Columbus AG sowie von 1986 bis 1999 der Aare-Tessin AG.
Pozzi stammt aus einer gleichnamigen Wattwiler Bauunternehmerfamilie. Er hat Genestrerio  als Bürgerort. Sein Onkel, der Baumeister Jean Pozzi, war unter anderem von 1947 bis 1959 Nationalrat. Pozzi schloss 1956 sein Studium des Bauingenieurwesen an der ETH Zürich mit dem Diplom im Massivbau ab. Es folgten zwei Jahre in einem Stahlbauunternehmen in Frauenfeld und anschließend eine Tätigkeit in Montreal bei einem Hochhausbau. Anfang der 1960er Jahre leitete er das Familienunternehmen Pozzi AG. Ab 1965 war er Assistent von Bruno Thürlimann am Lehrstuhl für Baustatik und Brückenbau. Von 1969 bis 1973 war er einer der Generalsekretäre der Internationalen Vereinigung für Brückenbau und Hochbau.
Im Jahr 1971 promovierte Pozzi bei Christoph Wehrli und Thürlimann zum Doktor der technischen Wissenschaften (Dr. sc. techn.) mit dem Thema „Über den Einfluss nichtkonservativer Belastungen auf die Stabilität von Tragwerken“. Er führte ausserdem eine international angelegte Begutachtung des Studiengangs Bauplanung und Baubetrieb durch und wurde anschliessend im November 1971 zum ordentlichen Professor für Bauplanung und Baubetrieb an der ETH gewählt. Ab 1972 baute er das Institut für Bauplanung und Baubetrieb auf. Im April 1983 wechselte Pozzi zu der Motor Columbus AG, bei der er den Vorsitz der Geschäftsleitung übernahm. Von 1983 bis 1990 hielt er noch die Vorlesungen Technische Ökonomie und Planungsmethodik an der ETH.
Im Oktober 1985 wurde Pozzi Nachfolger von Michael Kohn als Verwaltungsratspräsident der Motor Columbus AG. Während seiner Amtszeit bis 1993 veranlasste er grössere Umstrukturierungen der Gesellschaft. Im Juni 1986 wurde er an Stelle von Kohn auch Präsident des Verwaltungsrates der Tochtergesellschaft der Aare-Tessin AG für Elektrizität (Atel). 1999 trat er als Verwaltungsratspräsident der Atel auf der Generalversammlung zurück.